# Pay Dirt (film fra 1916)
Pay Dirt er en amerikansk stumfilm fra 1916 af Henry King.

## Medvirkende
- Henry King.
- Marguerite Nichols som Kate Gardner.
- Gordon Sackville som Peter Gardner.
- Mollie McConnell som Moll.
- Daniel Gilfether som Dick Weed.